# Lettera di gradimento
La "lettera di gradimento", o "lettera di patronage" o di patronato (traducibile in italiano anche con lettera di presentazione) è una dichiarazione rilasciata a una banca da un soggetto (di solito una società capogruppo o una società controllante), in sostituzione di una fideiussione vera e propria, al fine di ottenere, rinnovare o mantenere un finanziamento a una sua partecipata o controllata.
Tale lettera era, in origine, una dichiarazione con cui le multinazionali anglosassoni operanti in Italia –in alternativa ad altre e più valide forma di garanzia– assumevano una sorta di paternità «morale» dell'operazione, comunicando al creditore la loro partecipazione nella società debitrice. In seguito poi, la forma di questa lettera è stata cambiata e adattata alle diverse circostanze, tanto da acquisire una diversa connotazione giuridica a seconda del contenuto che, di volta in volta, si è a questa attribuito, in virtù dell'ampia autonomia privata riconosciuta agli operatori economici.

## Classificazione delle lettere di patronato
La funzione tipica delle dichiarazioni contenute in tali lettere di gradimento non consiste propriamente nel “garantire” l'adempimento altrui, nel senso tecnico delle garanzie personali specificamente previste dal legislatore. Difatti, mentre in queste ultime il garante assume l'obbligo di eseguire la prestazione dovuta dal debitore principale, la funzione propria della lettera di patronato va ravvisata nel tentativo di rafforzare nel creditore il convincimento che il patrocinato farà fronte ai propri impegni. Per questo motivo la lettera di gradimento non costituisce una forma di garanzia tipica, ma piuttosto impropria, ossia atipica e innominata.
Tale natura non vale tuttavia a escludere alle dichiarazioni di patronato qualsiasi valore giuridico, dal momento che esse sono spesso collegate con operazioni di notevole rilievo economico e non è quindi ragionevole supporre che con il loro rilascio le parti abbiano inteso dar vita a impegni considerevoli solo da un punto di vista sociale (cfr. Cass. civ. sez. I, sent. n. 10235 del 27 settembre 1995).
La rilevanza giuridica delle lettere di patronato non è tuttavia sempre la stessa, ma varia a seconda del loro contenuto, per cui è possibile distinguere lettere di patronato “forti” e “deboli”. In base agli obblighi assunti dalla società capogruppo o controllante, le lettere di patronato si distinguono infatti in dichiarazioni deboli e dichiarazioni forti.

### Dichiarazionideboli
Sono lettere di mera comunicazione, dette anche lettere di conforto. Si tratta di dichiarazioni con cui il patrocinante (garante in senso atecnico), di norma rappresentato da una società capogruppo del soggetto patrocinato, fornisce a una banca una serie d'informazioni rassicuranti riguardo al patrocinato stesso, allo scopo d'indurre l'istituto di credito a concedere a quest'ultimo un finanziamento o a concludere con esso un determinato affare o contratto.
A questa categoria si riconducono:
- le "dichiarazioni di consapevolezza", con cui il patrocinante dichiara di essere informato del rapporto di finanziamento già in corso o in via di perfezionamento tra patrocinato e banca;
- le "dichiarazioni di approvazione", con cui il patrocinante dichiara di approvare il detto rapporto;
- le "dichiarazioni confermative di controllo", con le quali si enuncia la percentuale del pacchetto azionario del patrocinato posseduto (direttamente o indirettamente) dal patrocinante;
- altre dichiarazioni eterogenee, con le quali si forniscono informazioni più o meno riservate, atte a rassicurare il destinatario (una banca) circa la solidità economico-finanziaria e la solvibilità del patrocinato.

### Natura giuridica delle dichiarazioni deboli
Le dichiarazioni cosiddette "deboli" costituiscono la forma più semplice e risalente di patronato. Esse nascono all'estero, in particolare in Francia, con la funzione di permettere al destinatario -in caso d'inadempimento del patrocinato- la corresponsabilità del patrocinante. Le dichiarazioni deboli di solito comprendono l'ammissione del fatto che il patrocinato è un'azienda del gruppo facente capo al patrocinante, o è comunque sottoposto al suo controllo. Giuridicamente si configurano come confessione stragiudiziale d'ingerenza, idonea a fondare la responsabilità solidale del dichiarante.
In Italia, questa prassi è resa estremamente difficile a causa del precetto di cui all'art. 2362 del Codice civile, e dalla rigorosa interpretazione datane dalla giurisprudenza. La norma dell'art. 2362 è stata ritenuta applicabile anche al caso di società con socio unico, titolare (personalmente o tramite prestanomi) del 100% delle azioni o quote, e insuscettibile di applicazione analogica ai casi in cui il socio di maggioranza, detto pittorescamente "socio tiranno", controlli completamente la vita e le scelte della società patrocinante, neutralizzando i poteri degli organi sociali.
Secondo la giurisprudenza, la rilevanza delle dichiarazioni deboli è indubbia sul piano della responsabilità precontrattuale, qualora vengano fornite, dolosamente o colposamente, false informazioni. Se il patrocinante s'intromette scientemente nella trattativa tra due soggetti (la banca e la società patrocinata), tentando di avviarla, col peso della sua autorità, verso un determinato esito, raccogliendo e trasmettendo le informazioni senza la dovuta diligenza e correttezza, il patrocinante stesso è obbligato a risarcire il danno eventualmente sofferto dal destinatario per aver fatto affidamento sul patrocinato in base alle notizie fornitegli dalla lettera di patronato.
L'eventuale responsabilità del patrocinante (patronnant) può essere affermata solo alla stregua dei principi sanciti dagli artt. 1337 e 1338 del Codice civile in tema di responsabilità precontrattuale. Il patrocinante viene infatti a inserirsi nello svolgimento di trattative avviate tra altri soggetti, proprio al fine di agevolarne la positiva conclusione e di rafforzare il convincimento del creditore, creando così ragionevoli aspettative sul buon esito dell'operazione.
La Suprema Corte di Cassazione ha ritenuto che tale situazione sia sufficiente a giustificare l'applicazione di quelle regole di diligenza, di correttezza e di buona fede dettate proprio al fine di evitare che gli interessi di quanti partecipano alle trattative possano essere pregiudicati da comportamenti altrui scorretti, e quindi in violazione dell'art. 1337 citato, che impone alle parti l'osservanza della buona fede nelle trattative e nella formazione del contratto (cfr. Cass. civ. sez. I, sent. n. 10235 del 27/09/1995 cit.).

### Dichiarazioniforti
Sono per lo più lettere con assicurazione di solvibilità, ossia dichiarazioni con le quali il patrocinante assume, nei confronti del destinatario, una serie d'impegni per il caso in cui questi accetti di far credito al patrocinato (o di concludere con esso l'affare).
Rientrano in tale categoria:
- l'impegno del patrocinante a mantenere in futuro inalterata la propria partecipazione azionaria nella società patrocinata, ovvero di cederla solo dopo aver ottenuto il consenso della banca o dopo averla preavvertita e aver fornito nuove garanzie;
- le "dichiarazioni d'influenza", con cui il patrocinante s'impegna a esercitare la propria influenza sul patrocinato per ottenere che esso adempia gli obblighi contratti con la banca;
- le "dichiarazioni di non svuotamento", con cui il patrocinante s'impegna a non pregiudicare, tramite la sottrazione di risorse o l'adozione di determinate politiche aziendali e gestionali, la situazione economico-finanziaria del patrocinato;
- le "dichiarazioni di generale mantenimento della solvibilità", con le quali il patrocinante s'impegna a far sì che il patrocinato sia sempre in grado di adempiere i suoi obblighi, anche fornendogli i mezzi per far fronte alle specifiche obbligazioni;
- la garanzia della regolare esecuzione del contratto tra banca e patrocinato, con cui il patrocinante, pur in difetto delle usuali forme sacramentali, manifesta in maniera univoca un patto di garanzia. In tal caso, spesso la dichiarazione forte può assumere i connotati giuridici della fideiussione vera e propria.

### Natura giuridica delle dichiarazioni forti
Le dichiarazioni forti generano una obbligazione negoziale avente per oggetto un facere, in quanto il patrocinante s'impegna a tenere una certa condotta, in modo che la società controllata sia sempre nelle condizioni economiche di adempiere gli impegni assunti con la banca che le abbia concesso un prestito, mediante la suddetta lettera di conforto.
Non si configura una promessa del fatto del terzo, bensì un'obbligazione assunta in proprio dal patrocinante, costituente impegno giuridico vincolante di natura contrattuale e con finalità di garanzia (cfr. Cass. civ. sez. I, sent. n. 10235, 27/09/1995).
In particolare, la lettera di patronato “forte” viene ricondotta dalla giurisprudenza della Corte di Cassazione nello schema negoziale delineato dall'art. 1333 del Codice civile. Tale norma disciplina il contratto con obbligazioni a carico del solo proponente e così dispone al comma 1: “La proposta diretta a concludere un contratto da cui derivino obbligazioni solo per il proponente è irrevocabile appena giunge a conoscenza della parte alla quale è destinata”.
Benché l'articolo in questione sembri riferirsi unicamente a contratti, e dunque non a negozi unilaterali, tuttavia la giurisprudenza ha ritenuto di poter estendere lo schema negoziale dell'art. 1333 cod. civ. anche a ogni promessa gratuita, con obbligazioni a carico del solo proponente come accade nella lettera di patronato, in quanto nella particolare ipotesi contemplata dall'articolo in esame, il rapporto può costituirsi senza bisogno di accettazione e quindi anche per effetto di un atto unilaterale.
Lo schema delineato dall'art. 1333 c.c. si adatta perfettamente alle lettere di patronato, che abbiano carattere impegnativo, e non vi è quindi motivo di dubitare della loro efficacia vincolante, posto che tali dichiarazioni, sono pur sempre dirette a rafforzare la protezione dei diritti del creditore e, quindi, a realizzare interessi certamente “meritevoli di tutela” secondo l'ordinamento giuridico ai sensi dell'art. 1322, comma 2, del Codice civile (cfr. Cass. civ. sez. I, sent. n. 10235, 27/09/1995).

## Le lettere dipolicy
Alcuni autori hanno ritenuto d'individuare, accanto ai due citati modelli di lettera di patronato, un terzo schema, rappresentato dalle cosiddette lettere di policy.
Con la lettera di policy, il patrocinante, pur senza assumere impegni precisi, informa genericamente il destinatario (banca) che è "politica generale del gruppo" fare in modo che le imprese che ne fanno parte (tra le quali la patrocinata) siano sempre in grado di adempiere.
Tali lettere, pur non contenendo impegni contrattuali che obblighino la capogruppo a garantire in ogni caso l'adempimento della patrocinata, determinano la responsabilità del patrocinante ai sensi dell'art. 2043 del Codice civile, quando siano state emesse fraudolentemente, e cioè a favore di un soggetto che già si sapeva non sarebbe stato in grado di adempiere. Secondo una visione di una diversa dottrina, con questo tipo di lettera la capogruppo patrocinante si limiterebbe a comunicare la politica generalmente seguita dal suo gruppo, ma non anche a seguirla (come accade per le dichiarazioni forti).

## Ipotesi applicativa
Con la risoluzione n. 54/E del 19 aprile 2006, l'Agenzia delle entrate ha precisato le modalità con le quali gli attuali azionisti delle società concessionarie del servizio nazionale di riscossione delle entrate devono prestare le garanzie previste dal comma 11 dell'art. 3, del decreto legge n. 203 del 30 settembre 2005.
Il citato provvedimento normativo contiene, tra le altre, le disposizioni relative alla riforma della riscossione. A decorrere dal 1º ottobre 2006, infatti, sarà soppresso l'attuale sistema di affidamento in concessione del servizio, attribuendolo all'Agenzia delle entrate che lo eserciterà mediante la società "Riscossione Spa", società a capitale prevalentemente pubblico, costituita dall'Agenzia stessa e dall'Inps, con un capitale iniziale di 150 milioni di euro.
La lettera di patronato, disciplinata dal comma 3 dell'art. 28 del D.lgs n. 112 del 1999, dev'essere prestata da parte della società capogruppo di un gruppo con patrimonio netto superiore a 258.228,45 euro, mediante assunzione diretta delle obbligazioni derivanti dall'attività di riscossione svolta dalle società controllate. Per questa forma di garanzia, tipica e nominata solo e soltanto per quello che riguarda il settore tributario, è prevista l'immediata escussione, con obbligo di versamento delle somme dovute entro trenta giorni dalla richiesta dell'Agenzia delle entrate, formulata con raccomandata A/R, in conseguenza di eventuali violazioni degli obblighi concessori compiuti nel periodo di gestione dell'attività di riscossione.